# Быков, Захар Николаевич
Захар Николаевич Быков (13 сентября 1898 — 16 августа 1989) — советский художник, искусствовед и дизайнер. Специалист в области дизайна интерьера и промышленного дизайна. Ректор МВХПУ (1955—1967). Член Союза художников СССР (1942), член Союза архитекторов СССР (1946), профессор (1960), Заслуженный деятель искусств РСФСР (1967).

## Биография

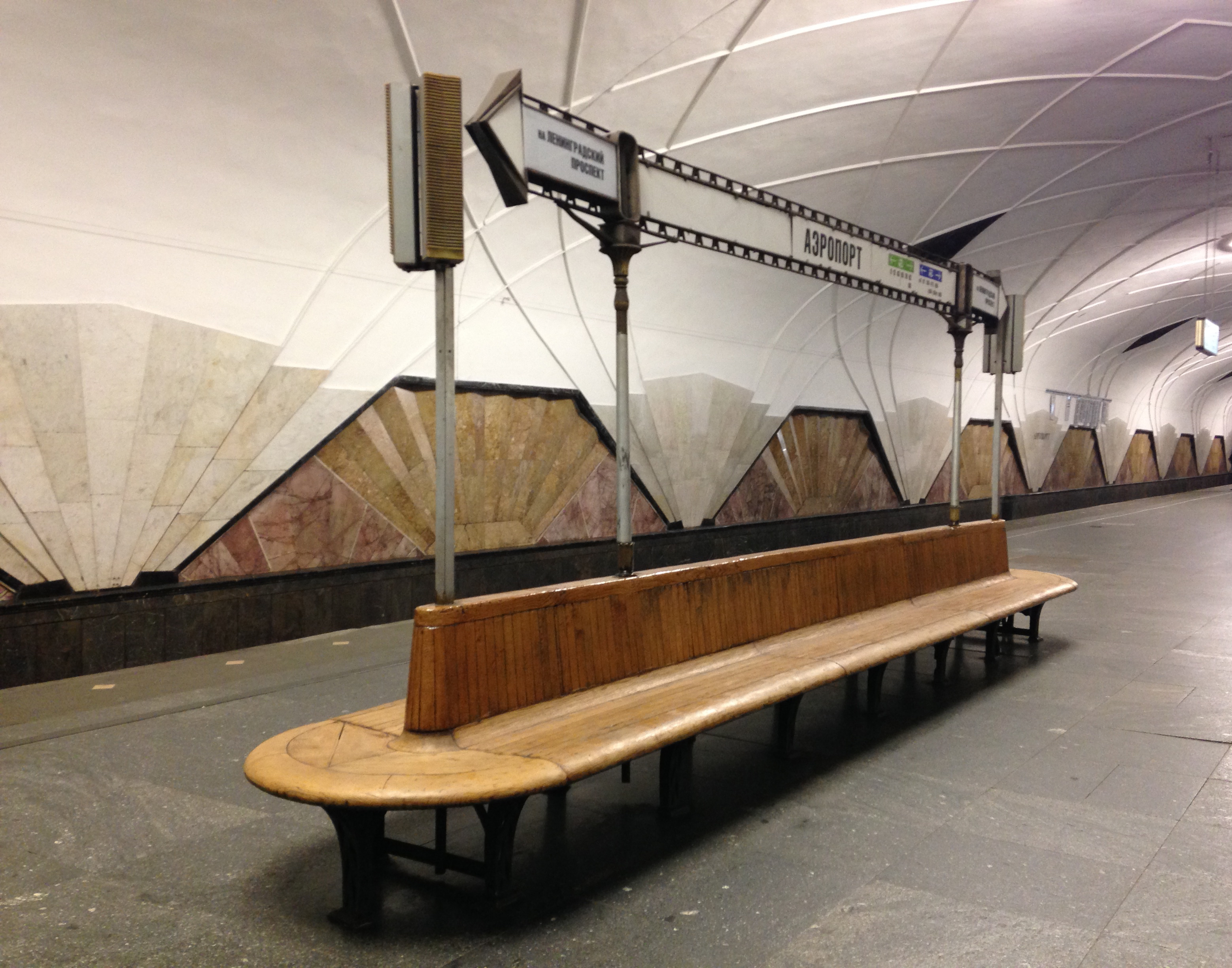
Скамья на станции метро «Аэропорт»

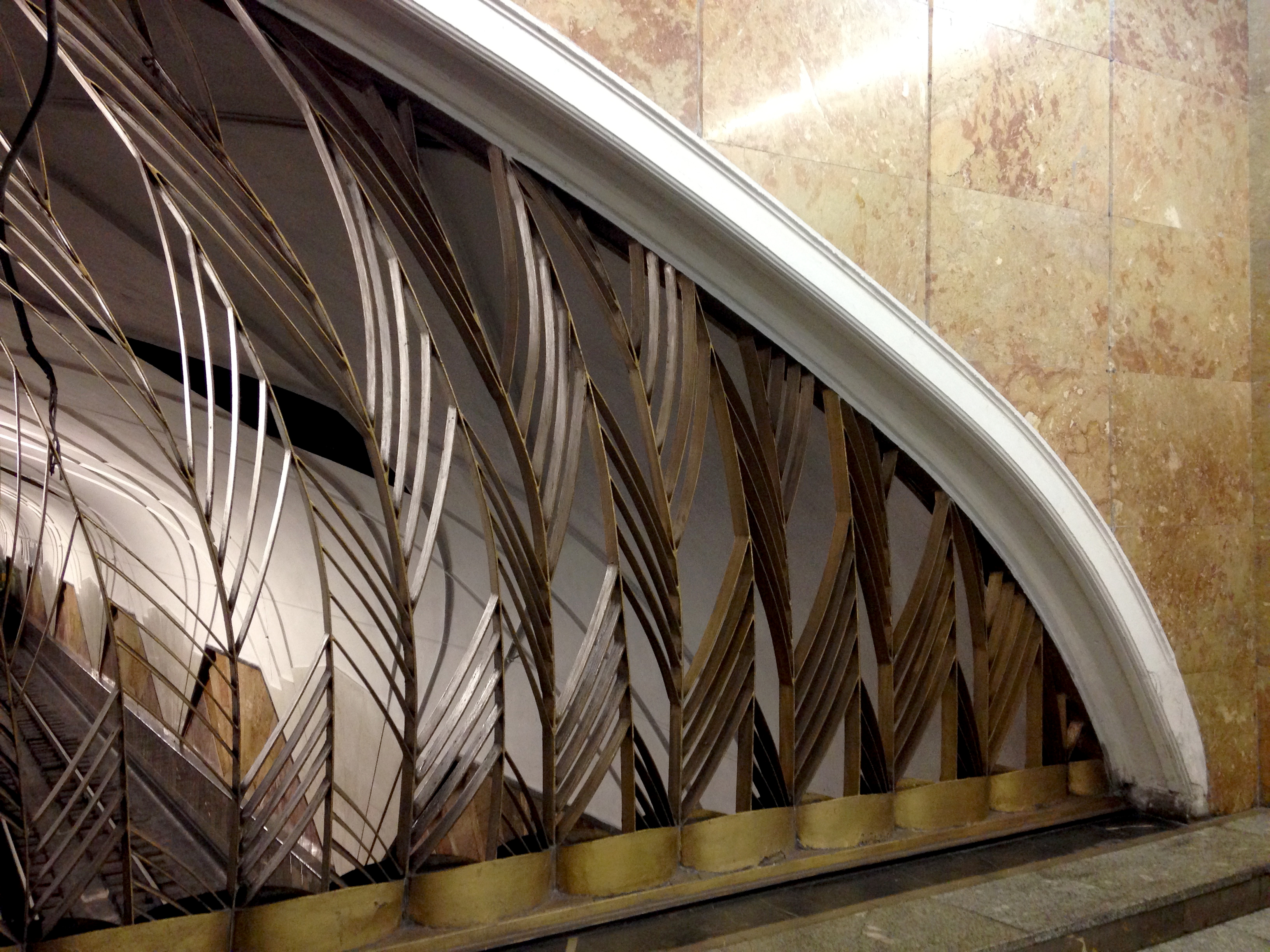
Решётка на станции метро «Аэропорт»

Захар Быков родился 13 сентября 1898 года в деревне Шепелёво Рязанской губернии (ныне области) в крестьянской семье. Вскоре вместе с семьёй переехал в Москву. В 1910 году поступил в Строгановское училище, которое окончил в 1917 году со званием художника прикладного искусства. Работал учителем рисования в школе 1-й ступени. После Октябрьской революции служил в народной милиции. В 1919 году ушёл добровольцем в РККА, принимал участие в Гражданской войне в звании политрука пулемётной роты. Член КПСС с 1919 года.
С 1921 году демобилизовался и поступил во ВХУТЕМАС-ВХУТЕИН на факультет по обработке дерева и металла. Окончил институт в 1929 году со званием художника-инженера по внутреннему оборудованию помещений и средств транспорта. С 1926 работал на Подольском патронном заводе, а с 1930 года — на Пресненском механическом заводе, выпускающем вентиляторы. Позднее на Втором часовом заводе был чертёжником, начальником конструкторского бюро, техническим директором. С 1936 года — на научной работе в Академии архитектуры СССР. Занимался оформлением станций Московского метрополитена. В частности, для станции «Аэропорт» спроектировал оригинальную скамью с указателями для перрона и декоративную решётку перед выходом на станцию. Для верхнего вестибюля станции «Семёновская» спроектировал вентиляционные и декоративные решетки. Осуществлял авторский надзор за работами по отделке интерьеров Московского Дома пионеров в переулке Огородная Слобода и павильонов ВДНХ.
С 1938 года занимал руководящие должности в Комитете по делам искусств. Принимал участие в Великой Отечественной войне в звании старшего техника-лейтенанта. В 1942 году вернулся с фронта и поступил во вновь созданный Комитет по делам архитектуры, занимал должность начальника Управления по Художественной промышленности. Занимался организацией типовых проектов для городского благоустройства и садово-паркового оборудования. С 1945 года — начальник Главного управления по художественно-промышленному строительству в Комитете по делам архитектуры при СНК СССР. В 1945—1950 годах занимался проектированием осветительной арматуры на конкурсах Академии архитектуры СССР.
Был одним из инициаторов воссоздания Строгановского училища. 1 сентября 1945 года Московское центральное художественно-промышленное училище (бывшее Строгановское) было открыто. Благодаря его усилиям было построено новое здание МВХПУ на Волоколамском шоссе. Преподавал в МВХПУ с 1947 года (доцент с 1949, профессор с 1960). С 1955 по 1967 год занимал пост ректора МВХПУ и заведующего кафедрой художественного металла. После выхода на пенсию в 1967 году продолжал преподавать в МВХПУ. Опубликовал ряд научных трудов по декоративно-прикладному и промышленному искусству. Активно занимался внедрением дизайна в промышленность. С 1965 года являлся председателем объединённого научно-методического совета по интерьеру, декоративно-прикладному и промышленному искусству Минвуза СССР.
Жил в Москве в высотном доме на Котельнической набережной, 1/15. Умер в Москве 16 августа 1989 года. Похоронен на Ваганьковском кладбище.

## Награды и звания
- Заслуженный деятель искусств РСФСР (1967)[1]
- Орден Отечественной войны II степени (1985)[6]
- медали[1]

## Сочинения
- Дымов С. Т., Быков З. Н. Качество продукции и технический контроль производства. — М.-Л.: ОНТИ, 1935.
- Быков З. Н., Майков И. К. Конструирование архитектурно-художественных изделий из металла. — Москва: Государственное издательство архитектуры и градостроительства, 1950.